# マハムド・ムセ・ヘルシ
マハムド・ムセ・ヘルシ、通称「アッデ」(Mohamud "Adde" Muse Hersi, Ade Muse Hirsi, ソマリ語: Maxamuud Muuse Xirsi Cadde) は2005年1月から2009年1月までプントランドの大統領。

## 若いころ
1937年7月1日にイタリア領ソマリランドのベイラで生まれた。6歳にイタリア領ソマリランドの行政中心都市モガディシュに移り住み、高校まで卒業した。

## ソマリア軍に入る
高校卒業後しばらくは銀行に務めていたが、ソマリアが独立することになり、1959年に新設ソマリア軍に将校として入隊した。1962年から1963年にイタリアのモデナ士官学校で法律を学んだ。1963年から1965年にソマリア軍の総務長官。1965年から1967年に騎兵司令官。
1967年からはイタリアの最高軍事大学で学んだ。ソマリアでは1969年にクーデターが発生し、モハメド・シアド・バーレが大統領になった。アッデはその後の1969年に卒業し、少佐に昇進した。1970年からベレトウェインの陸軍第21師団司令官。1971年に首都モガディシュのソマリア軍訓練司令部。1973年から1974年に、軍事戦略を研究するためロシアのフルンゼ軍事大学で学んだ。1974年から1975年にサナーグ地域知事。旱魃対策に功績があり、国から銀メダルを授与された。1975年から北京のソマリア大使館軍事顧問。1975年から中国の駐在副司令官。1979年から1981年にオタワのソマリア大使館顧問。

## ソマリア内戦
ソマリア大統領のバーレは、隣国エチオピアのソマリ人居住区の併合を試みて、1977年にオガデン戦争を起こした。しかし翌1978年には敗退し、以後はエチオピアからのソマリ人難民が流入するなどして国内が混乱した。国内各地で反乱がおこり、それに対抗するためバーレは独裁体制を強めたため、かえって反乱は組織化され、やがてソマリア内戦となった。アッデはカナダに留まり、内戦の行方を見守った。カナダではガソリンスタンドを経営した。

## プントランド政府に参加
1998年、アッデの故郷であるバリ州などの地域がプントランドとして独立宣言した。プントランド初代大統領にはアブドゥラヒ・ユスフが就任した。しかし大統領任期切れとなる2001年にユスフが大統領退任を拒否したため、プントランドは内戦となった。ユスフは当初こそ首都ガローウェから追放されたが、同年11月には盛り返して再び政権を掌握した。反対派とは和解することとなった。
アッデは2002年に和解プロセスに参加するため、プントランドに戻った。アッデはユスフ反対派のリーダーとなり、2003年5月にユスフと和解した。反対派の軍はプントランド治安部隊に統合されることになった。

## プントランド大統領
アッデは2005年3月にプントランド大統領に選出された。
アッデはソマリア暫定連邦政府（ソマリア正式政府設立を目指した暫定組織）に肩入れし、軍と多くの資金をソマリア南部にある首都モガディシュに送った。そのためプントランドの警備が手薄となり、プントランドでの海賊などの活動を許す原因となった
。一方で、アッデはボサソ空港などの経済インフラの整備にも力を入れた。
ソマリア沖の海賊は2006年ごろから急増し、2009年から2011年がピークであった。
海賊の急増がアッデの大統領就任の時期と重なっていたこともあり、アッデ自身が海賊行為に関与しているとの疑いも持たれていた。あるいは、直接の関与はしていなくても、海賊行為の収入がプントランド経済に重要な役割を果たしていたため、プントランド政府が積極的な対策を取らなかったとの指摘もある。
一方、プントランドでは暫定憲法が2001年半ばに失効しており、その後に内戦となっていたためうやむやになっていた。そこでアッデ大統領は2005年に国会議員、政府閣僚、弁護士で構成される憲法検討委員会を発足させた。ただしこの委員会は2007年に中断された。
2006年、ソマリア南部で活動を開始したイスラーム過激組織のイスラム法廷会議が急速に力を伸ばし、勢力範囲を北に広げてプントランド国境にまで迫ってきた。アッデ大統領は抗戦を宣言。結局、隣国エチオピアが軍を派遣してイスラム法廷会議は敗退、崩壊した。
2008年10月、アッデ大統領はドバイから、プントランドの沿岸都市のインフラを整備するための資金として1.7億UAEディルハム（当時のレートで約50億円）の支援を取り付けた。
2009年1月、選挙の結果、アブドゥルラフマン・ファロレがプントランド大統領に当選し、アッデは退任した。

## 大統領退任後
2012年、プントランドのファロレ大統領は任期を1年延長すると表明した。これに批判があつまり、カナダに移住していたアッデら有力者がプントランドに集まり、政治情勢が緊迫した。アッデとファロレは非公開の場で会談し、2013年12月29日に、2014年1月に新議会を開いて大統領選挙を実施することで合意した。

## 死去
アッデはアラブ首長国連邦で2017年2月8日に死去した。
アッデの遺体は飛行機でボサソ空港に運ばれ、プントランドで国葬された。